# Schibsted förlagen
Schibsted Förlagen AB var ett svenskt bok- och serieförlag, ägt av den norska mediekoncernen Schibsted. Serieavdelningen grundades som det fristående Full Stop Media år 2000, medan ägarbyte skedde 2005 och namnbyte 2006. Bolaget lades ner 2009.

## Historik

### Expansion
Namnbytet till Schibsted Förlagen AB skedde i och med fusionen mellan Full Stop Media AB, Boknöje AB och Svenska Förlaget AB. Schibsted Förlagen hade tre avdelningar, som avspeglar förlagets olika utgivningsområden – serietidningar, underhållningslitteratur och fackböcker. 2003 bildade man tillsammans med Bonnier Carlsen förlaget Manga Media. Dessutom köpte man 2006 serieförlaget Kartago, som dock kvarstod som ett dotterbolag.

### Nedläggning
Schibsted sålde juni 2009 den svenska bokförlagsverksamheten till Telegram Bokförlag. De pågående serietidningstitlarna gick antingen till konkurrenten Egmont Kärnan eller lades ned. Kartago såldes december 2009 till Bonnierförlagen och kom vid årsskiftet att bli en självständig del av Bonnierägda Semic International.

## Publicerade serietidningar
- Conan
- Dragon Ball
- Emelie Strange
- Kalle & Hobbe
- Larson! och Larson XL
- Looney Tunes
- Nemi
- Marvel Special
- Penny
- Pondus
- Powerpuff Girls
- Pondus presenterar Rocky
- Sagoprinsessan
- Scooby-Doo
- Spider-Man
- Spider-Man Kidz
- Tom & Jerry med systertitlar
- Totally Spies
- Transformers Armada
- Tweety
- Winx Club

- samt Manga Medias utgivning